# Високе Ляскі
Високе Ляскі (пол. Wysokie Laski) — село в Польщі, у гміні Сокулка Сокульського повіту Підляського воєводства.
Населення — 31 особа (2011).
У 1975-1998 роках село належало до Білостоцького воєводства.

## Демографія
Демографічна структура станом на 31 березня 2011 року:
|          | Загалом | Допрацездатний вік | Працездатний вік | Постпрацездатний вік |
| -------- | ------- | ------------------ | ---------------- | -------------------- |
| Чоловіки | 15      | 4                  | 10               | 1                    |
| Жінки    | 16      | 5                  | 7                | 4                    |
| Разом    | 31      | 9                  | 17               | 5                    |